# Reason to Believe (альбом)
Reason to Believe — девятый студийный альбом американской панк-рок-группы Pennywise, который был выпущен 25 марта 2008 года во всём мире и распространялся бесплатно на MySpace. MySpace Records выпустила альбом в США на CD и, в ограниченном издании, на виниле. Версия на виниле содержит два бонус-трека, не доступных в других форматах. Альбом был доступен в Европе 24 марта через Epitaph Records. Первоначально был выпущен в 2007 году на основе двухлетнего пробела после последних восьми студийных альбомов, ориентировочное название для альбома было Free for the People, но позже было изменено.
Некоторые копии этого альбома имели ярлык родительского контроля на обложке. Несмотря на то, что многие альбомы до этого содержали ненормативную лексику, в истории Pennywise это был первый альбом с ярлыком родительского контроля.
Reason to Believe достиг 98 места в Billboard 200, и 46 места в ARIA Charts, вторая самая низкая позиция в чартах после их альбома About Time 1995 года.
Reason to Believe был последним альбомом Pennywise с Джимом Линдбергом на вокале до его ухода и последующего возвращения в октябре 2012 года.

## Написание и продюсирование
В сентябре 2005 года сообщалось, что Pennywise планируют вернуться в студию в 2006, чтобы начать работу над следующим альбомом после тура The Fuse. В мае 2006 года, также сообщалось, что альбом содержит песни, которые не были на предыдущем альбоме. Позже выяснилось, что одной из таких была песня «Brag, Exaggerate & Lie».
В октябре 2006 года интервью, гитарист Флетчер Дрегги заявил, что «все уже работают над песнями» и Pennywise «соберутся вместе в ближайшие месяцы и запишут все песни». В этом интервью он также сказал, что альбом должен выйти «до следующего лета или летом следующего года».
В сентябре 2007 года сообщалось, что Дрегги также заявил в интервью на Warped Tour, что группа насчитывает около 60 новых песен и они решают, какие тринадцать из них включить в альбом.
В октябре 2007 года сообщалось, что Pennywise вернулись в студию, где Дрегги сказал, что они «работают над некоторым новым материалом». Также сообщалось, что Рэнди Брэдбери написал большинство песен и альбом был предназначен, чтобы быть более «олдскульным» альбомом Pennywise.

## Выпуск и продвижение
В ноябре 2007 года было выявлено, что группа будет выпускать альбом бесплатно через партнерство между MySpace Records, и Textango, мобильных дистрибьюторов музыки. В дополнение к этому, альбом будет продаваться в магазинах на Ppitaph, включая бонусный DVD с двумя дополнительными треками.
20 марта 2008 года группа сделала весь альбом (без бонус-треков) доступным для стрима на своей страничке MySpace.
По состоянию на март 2008 года сообщалось, что Reason to Believe уже скачали более 400 000 раз, что делает его одним из самых успешных альбомов Pennywise после их прорыва 2001 Land of the Free?. Первый сингл с альбома, «The Western World», был показан на радиостанции KROQ 20 февраля 2008 года, и дебютировал под номером 28 в чарте Modern Rock Tracks.
Pennywise начали тур Reason to Believe в поддержку альбома 26 марта 2008 года в Сан-Диего, Калифорния. Тур закончился 28 сентября 2008 года в Тускон-Электрик-Парк KFMA в Тусоне, штат Аризона. Группа была намерена играть в Liskfest в Ирвине, штат Калифорния 11 октября, но это шоу было отменено.

## Принятие альбома
Reason to Believe был выпущен 25 марта 2008 года, и был первым альбомом Pennywise который распространялся через MySpace Records. Альбом получил широкое признание критиков после его выпуска, критик Allmusic дал альбому 4 звезды из 5.

## Список композиций
| №                   | Название                                                                     | Длительность |
| ------------------- | ---------------------------------------------------------------------------- | ------------ |
| 1.                  | «(Intro) As Long as We Can»                                                  | 3:09         |
| 2.                  | «One Reason»                                                                 | 2:55         |
| 3.                  | «Faith and Hope»                                                             | 3:04         |
| 4.                  | «Something to Live For»                                                      | 2:38         |
| 5.                  | «All We Need»                                                                | 2:48         |
| 6.                  | «The Western World»                                                          | 3:08         |
| 7.                  | «We'll Never Know»                                                           | 2:42         |
| 8.                  | «Confusion»                                                                  | 3:01         |
| 9.                  | «Nothing to Lose»                                                            | 2:57         |
| 10.                 | «It's Not Enough to Believe»                                                 | 2:38         |
| 11.                 | «You Get the Life You Choose»                                                | 2:52         |
| 12.                 | «Affliction»                                                                 | 3:19         |
| 13.                 | «Brag, Exaggerate & Lie»                                                     | 2:04         |
| 14.                 | «Die for You»                                                                | 3:40         |
| 15.                 | «Next in Line» (Бонус трек японского, винилового релиза и релиза от Epitaph) | 3:09         |
| 17.                 | «One Nation» (Бонус трек винилового релиза)                                  | 2:47         |
| 18.                 | «Just One More Day» (Бонус трек цифрового релиза)                            | 3:18         |
| Общая длительность: | Общая длительность:                                                          | 41:55        |

## Участники
- Джим Линдберг — вокал
- Флетчер Дрегги — гитара, вокал
- Рэнди Брэдбери — бас
- Байрон МакМакин — барабаны